# Houseman Field
O Houseman Field é um estádio localizado em Grand Rapids, estado de Michigan, nos Estados Unidos, possui capacidade total para 8.000 pessoas, é a casa do time de futebol Grand Rapids FC que joga na liga USL League Two, também recebe jogos de futebol americano de escolas da região, estádio foi inaugurado em 1923 e renovado em 2009.